# Marcin Kowalski (biblista)
Marcin Kowalski (ur. 22 maja 1977 w Kielcach) – polski biblista, ksiądz katolicki diecezji kieleckiej, członek Papieskiej Komisji Biblijnej.

## Życiorys
W 1996 wstąpił do Wyższego Seminarium Duchownego w Kielcach. Święcenia kapłańskie przyjął 1 czerwca 2002. W tym samym roku obronił na Katolickim Uniwersytecie Lubelskim Jana Pawła II pracę magisterską Pielgrzymka do Boga żyjącego w Świątyni. Studium egzegetyczno-teologiczne Ps 84 napisaną pod kierunkiem Henryka Witczyka. W latach 2003–2011 studiował w Papieskim Instytucie Biblijnym, tam w 2007 obronił licencjat naukowy „We Shall All Be Changed” (1 Cor 15:51c): Transformation of the Living at the Parousia of Christ. An Exegetico-Rhetorical Study of 1 Cor 15:50-57, a w 2011 pracę doktorską Transforming Boasting of Self into Boasting in the Lord. The Development of the Pauline Periautologia in 2 Cor 10-13 in Light of the Programmatic Introduction of 2 Cor 10 (promotorem obu prac był Jean-Noël Aletti)
. Od 2011 pracował jako asystent, od 2012 jako adiunkt w Katedrze Teologii Biblijnej Nowego Testamentu, od 2014 jako adiunkt w Katedrze Teologii Biblijnej i Proforystyki w Instytucie Nauk Biblijnych Wydziału Teologicznego KUL. W 2019 otrzymał na KUL stopień doktora habilitowanego na podstawie cyklu prac, które w postępowaniu habilitacyjnym zostały  zatytułowane Usprawiedliwienie, dar nowego życia i Duch. Grecko-rzymski i żydowski charakter argumentacji Pawła w lekturze socjoretorycznej Rz 1-8.
W 2021 został członkiem Papieskiej Komisji Biblijnej.
W serii Biblia Impulsy opublikował tom 2 List do Koryntian (wyd. Księgarnia Św. Jacka, Katowice 2018). Z Adamem Szustakiem napisał książkę Straszna książka (wyd. Stacja7, Kraków 2018), jest także współautorem Jutro niedziela. Rok A. Odkrywaj Słowo. Odpocznij ze Słowem (wyd. Stacja7, Kraków 2019) i Jutro niedziela. Rok B. Zaufaj Słowu. Rozpoznaj w Nim Boga (wyd. Stacja7, Kraków 2020), napisanych razem z Przemysławem Śliwińskim. Jest także autorem książki Apostoł Paweł na temat relacji homoseksualnych (wyd. WAM, Kraków 2022).
Jest dyrektorem Centrum Relacji Katolicko-Żydowskich KUL im. Abrahama J. Heschela.